# Santa Maria del Real
Santa Maria del Real est une municipalité du Honduras, située dans le département d'Olancho. La municipalité comprend 7 villages et 46 hameaux. Elle est fondée avant 1526.

## Crédit d'auteurs
- (en) Cet article est partiellement ou en totalité issu de l’article de Wikipédia en anglais intitulé « Santa Maria del Real » (voir la liste des auteurs).